# Félix Neff

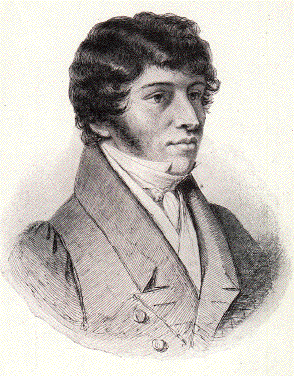
Félix Neff

Félix Neff (* 8. Oktober 1797 in Genf; † 12. April anderes Datum 10. April 1829 ebenda) war ein Schweizer evangelischer Wanderprediger.

## Leben

### Familie
Félix Neff war der Sohn von Jean-Henri Naef (1764–1849), Emailleur und Präsident der Nationalversammlung und des Revolutionsgerichts, und dessen Ehefrau Jeanne Pernette (geb. Bonneton).

### Werdegang
Félix Neff wurde überwiegend von seiner Mutter zu Hause und durch den Pastor Edouard Diodati erzogen. Er besuchte auch die Versammlungen der Chrétiens pour la Nouvelle Église und las die Psalmen, Plutarch und Jean-Jacques Rousseau. Sein überwiegendes Interesse galt jedoch der Geschichte, Geographie und Botanik, so verfasste er 1816 die Abhandlung Sur la culture des arbres de haute futaie über Bäume.
1813 begann er eine Gärtnerlehre. Aufgrund der wirtschaftlichen Situation seiner Familie entschloss er sich, 1814 zur Armee zu gehen, und leistete von 1814 bis 1819 seinen Militärdienst in der Genfer Garnison in einem Artillerie-Regiment; 1816 erfolgte seine Beförderung zum Sergeanten. In dieser Zeit lernte er auch Anhänger des Réveil, die sogenannten mômiers, kennen, weil diese in der Bevölkerung schlecht angesehen waren und die Armee öfter eingreifen musste, um Gewalttaten zu verhindern.
Nachdem er die aus dem Englischen übersetzte Abhandlung Le miel découlant du rocher qui est Christ gelesen hatte, beschloss er, sein Leben der Verkündigung des Wortes Gottes zu widmen. Er begann sein Bibelstudium bei den Pastoren der unabhängigen Kirche, insbesondere bei Emile Guers, dem Begründer der Freikirche in Genf, und hörte unter anderem den Laienprediger Robert Haldane. Im März 1820 beteiligte er sich am Aufbau der chapelle du Témoignage von César Malan.

### Tätigkeit als Wanderprediger in der Schweiz
Ende 1820 predigte Félix Neff in Genf, in der Umgebung sowie auch im dortigen Gefängnis. Dazu reiste er auch in die benachbarten Kantone Neuenburg, Basel und das Berner Jura; in seinen Predigten konzentrierte er sich auf die Notwendigkeit der Bekehrung.

### Tätigkeit als Wanderprediger in Frankreich
Nachdem Félix Neff davon gehört hatte, dass der Pastor von Grenoble, César Bonifas (1780–1855), nach einem Prediger suchte, der ihn für einige Zeit ersetzen sollte, ging er sofort dorthin, fand jedoch einen ähnlichen kirchlichen Formalismus wie in der Schweiz vor und folgte darauf dem Ruf von Pastor Scipion Raoux, Vater des späteren Moralphilosophen Edouard Raoux (1817–1894) aus Mens in das Tal Trièves, der seinerseits nach einem vorübergehenden Ersatz suchte. Nachdem er dort am 28. Dezember 1821 eingetroffen war, arbeitete er mit Aimé Blanc zusammen. Er erlernte den örtlichen Dialekt und hatte bereits nach kurzer Zeit Erfolg in den umliegenden Gemeinden. Nachdem Pastor Scipion Raoux zurückgekehrt war, baten die meisten Einwohner ihn, beim Konsistorium zu bitten, dass Félix Neff als Katechet bleiben dürfe, sie würden ihn auch von ihrem Geld bezahlen. Das Konsistorium akzeptierte dies am 11. Juni 1822.
Pastor Scipion Raoux gefiel die darauf folgende Entwicklung nicht, und er warf Félix Neff vor, dass dieser im Sommer Abendversammlungen an den Sonntagen auf dem Land abhalte; dies führte dazu, dass Félix Neff nach Paris reisen musste, um sich dort vor dem Konsistorium zu rechtfertigen.
Bis zu seiner Rückkehr aus Paris hatten die Gläubigen selbst Versammlungen in ihren Häusern organisiert, sodass Félix Neff seine Arbeit ohne Verzug fortsetzen konnte. Inzwischen erkannte er jedoch die Notwendigkeit, von einer offiziellen Kirche ordiniert zu werden, um seine Arbeit in der protestantischen Kirche, die sehr auf kirchlichen Formalismus achtete, auszuüben. Weil er kein Theologiestudium vorweisen konnte, beantragte er die Ordination bei einer Freikirche in England, die weniger Wissen forderte; am 19. Mai 1823 wurde er in der französischen Kirche St. Mildred in London-Poultry ordiniert.
Am 28. Mai 1823 hielt er sich bereits wieder in Paris auf und reiste am 28. Juli 1823 wieder zurück nach Trièves. Dort wurde er begeistert begrüsst, obwohl Pastor Scipion Raoux ihn inzwischen gegenüber dem Präfekten als Gesandten der englischen Partei dargestellt hatte, der die Franzosen von der Regierung entfremden solle.
Einheimische unternahmen nun kilometerlange Reisen, um seine Predigten zu hören. Ende August 1823 verliess er zwar endgültig Mens, weil eine Aussöhnung mit Pastor Raoux unmöglich erschien, blieb aber in schriftlichem Kontakt mit den Einwohnern. Im September 1823 besuchte er die Kirchen von Bourgoin und Vienne und erhielt dann eine Stelle im Département Hautes-Alpes angeboten.

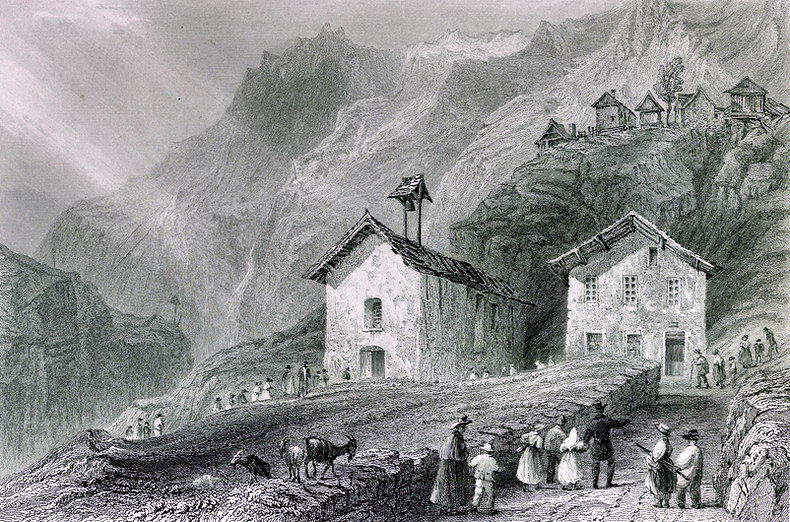
Kirche und Schule von Félix Neff in Dormillouse (Hautes-Alpes)

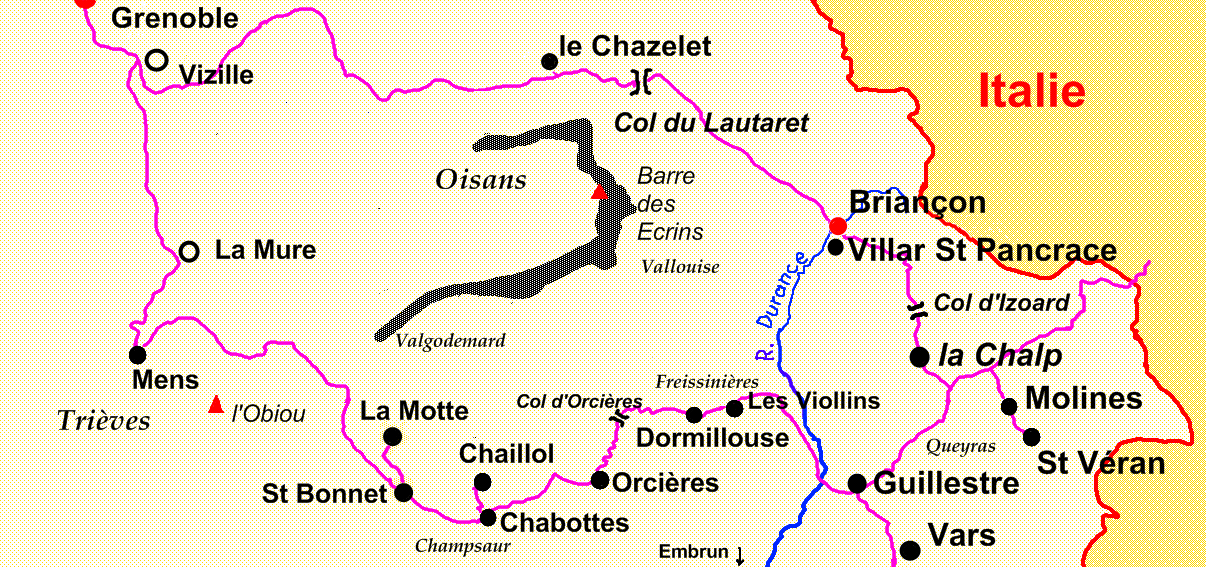
Karte des Betreuungsbereichs von Félix Neff im Departement Hautes-Alpes

Am 9. Oktober 1823 reiste er nach Chazelet in der Nähe von La Grave, dort lebten sechs konvertierte protestantische Familien, die selten Besuch von einem Pastor erhalten hatten. Von da ging er nach Briançon, allerdings wurde ihm dort vom Unterpräfekten die Erlaubnis verweigert, als Pastor tätig zu werden, weil er als Ausländer keine Berufung vom Konsistorium in Orpierre erhalten hatte. Er besuchte darauf die anderen Dörfer Freissinières, Champsaur und die Landschaft Queyras und war in Triève sowie in Dormillouse bei Freissinières.
Nach dem Gesetz konnten nur Franzosen als Pastor tätig werden, die über einen Bachelor-Abschluss in Theologie einer Universität verfügten und eine Berufung vom örtlichen Konsistorium erhalten sowie einen Eid auf die Regierung abgelegt hatten. Félix Neff beantragte daraufhin am 15. Januar 1824 in der Präfektur Gap seine Einbürgerung, die allerdings, mit einem Hinweis auf die Vorwürfe von Pastor Raoux, am 10. Juni 1824 zurückgewiesen wurde. Allerdings tolerierten die Behörden seine Anwesenheit, weil sich auch der Präsident des Konsistoriums von Orpierre, Pastor Jean Charles Alexis César Auguste Achille d’Aldebert (1789–1823), sowie die örtlichen protestantischen Gemeinden für ihn einsetzten und keine Vorfälle gemeldet worden waren. In dieser Zeit erhielt er materielle Unterstützung von der Société des Missions Continentales de Londres, dazu betrieb er einen Garten in Dormillouse. Er wohnte in unterschiedlichen Orten, so unter anderem in Saint-Laurent und La Chalp bei Arvieux.
1824 erhielt er unter anderem auch einen Besuch von dem späteren Erzbischof von New Orleans, Anthony Blanc.
Weil es keine Lehrer gab, unterrichtete er selbst sowohl Kinder als auch Erwachsene und bemühte sich um die Verbesserung der Landwirtschaft. 1824 gelang es ihm, zwei Lehrer aus Queyras einzustellen, und er begann mit dem Aufbau einer Schule, die er dank der finanziellen Unterstützung aus der Schweiz auch mit einem Herd komplett ausstatten konnte. Der Unterricht umfasste die wesentlichen Fächer Lesen, Schreiben, Grammatik und Geographie; hierbei orientierte er sich an den Ideen von Johann Friedrich Oberlin. 1826 gründete er auch noch ein Lehrerseminar in Dormillouse.
Er brachte den Einwohnern bei, wie man Kartoffeln kultivierte und weil die Bauern ihre Wiesen nicht bewässerten, liess er die verlassenen Kanäle räumen und ernannte einen Aufseher, der für die Wasserverteilung zuständig war.
Durch seine Massnahmen veränderte er die Hochtäler sowohl sozial als auch wirtschaftlich zum Besseren.
Weil die Bevölkerung in der Vergangenheit nur selten einen Pastor gesehen hatte, begann er eine Neuevangelisierung durchzuführen, indem er sich bemühte, auf langen Wanderungen in einem sehr grossen Einzugsbereich überall und jederzeit zu predigen und den Katechismus zu lehren. Unterstützung erhielt er dabei unter anderem durch Jean Louis Rostan (1807–1859).
Aus gesundheitlichen Gründen musste er seine Tätigkeit aufgeben und kehrte am 15. Juni 1827 nach Genf zurück.

## Ehrungen
Zum Gedenken an Félix Neff gründete sich am 20. Januar 1992 unter der Verantwortung von Pastor Hugues Lehnebach und dem Historiker Pierre Bolle in Freissinières der Verein Les Amis de Félix Neff mit dem Ziel, das sogenannte Félix-Neff-Haus in Dormillouse zu erwerben, um dort eine Erinnerungsstätte einzurichten sowie die Kirche in Dormillouse zu restaurieren.

## Schriften (Auswahl)
- Sur la culture des arbres de haute futaie. 1816.
- Méditation sur le quatrième chapitre de l’épitre de Saint-Jacques. Susanne Guers, Genf 1828.
- Lettres d’un prédicateur malade à tous les frères et sœurs en Christ des églises qu’il a desservies, et particulièrement à ses anciens catéchumènes. Comité pour la distribution de livres religieux dans le Canton de Vaud, Lausanne 1839.
- Le temps est court: méditation.